# Verner Emil Sørensen
Verner Emil Sørensen (22. september 1917 i Middelfart – 29. august 1944) var en dansk modstandsmand.
Søn af smed Anders Peter Sørensen (f. 1889) og Louise Mette Kirstine født Larsen (f. 1885), forældrene var gift i Brænderup den 2. november 1912.
Den 29. august 1944 deltog han, sammen med modstandsgruppen BOPA, i en aktion i Kragehave, hvor man forsøgte at standse og erobre et tog med tysk ammunition i Tåstrup. Under sabotagen kravlede Sørensen og en anden sabotør op ad
banelegemet og ind under vognene for at kaste håndgranater op i kupeerne, men tyskerne skød igennem gulvet i vognen. En tysker sprang ned fra toget med en maskinpistol og dræbte Sørensen under vognene.
I 1945 blev han begravet på Bispebjerg Kirkegård, afdeling 10.
Der er opstillet en mindesten for Sørensen tæt ved jernbanen i Kraghave, hvor sabotagen fandt sted. Oprindeligt stod mindestenen tættere på banen, men da sporene til Roskilde blev udvidet, blev mindestenen utilgængelig. I 2018 blev den genindviet på sin nuværende placering.

## Notater
1. ↑  Arkivarlieronline, statens arkiver Arkiveret 17. juli 2013 hos  Wayback Machine, kirkebog 1909-1919 for Middelfart sogn, Vens herred, Odense amt, side 129, Arkivarlieronline opslag 132
2. ↑  Frihedsmuseets modstandsdatabase
3. ↑  Høje-Taastrup Lokalhistorisk Forening